# Libera (Bootsklasse)

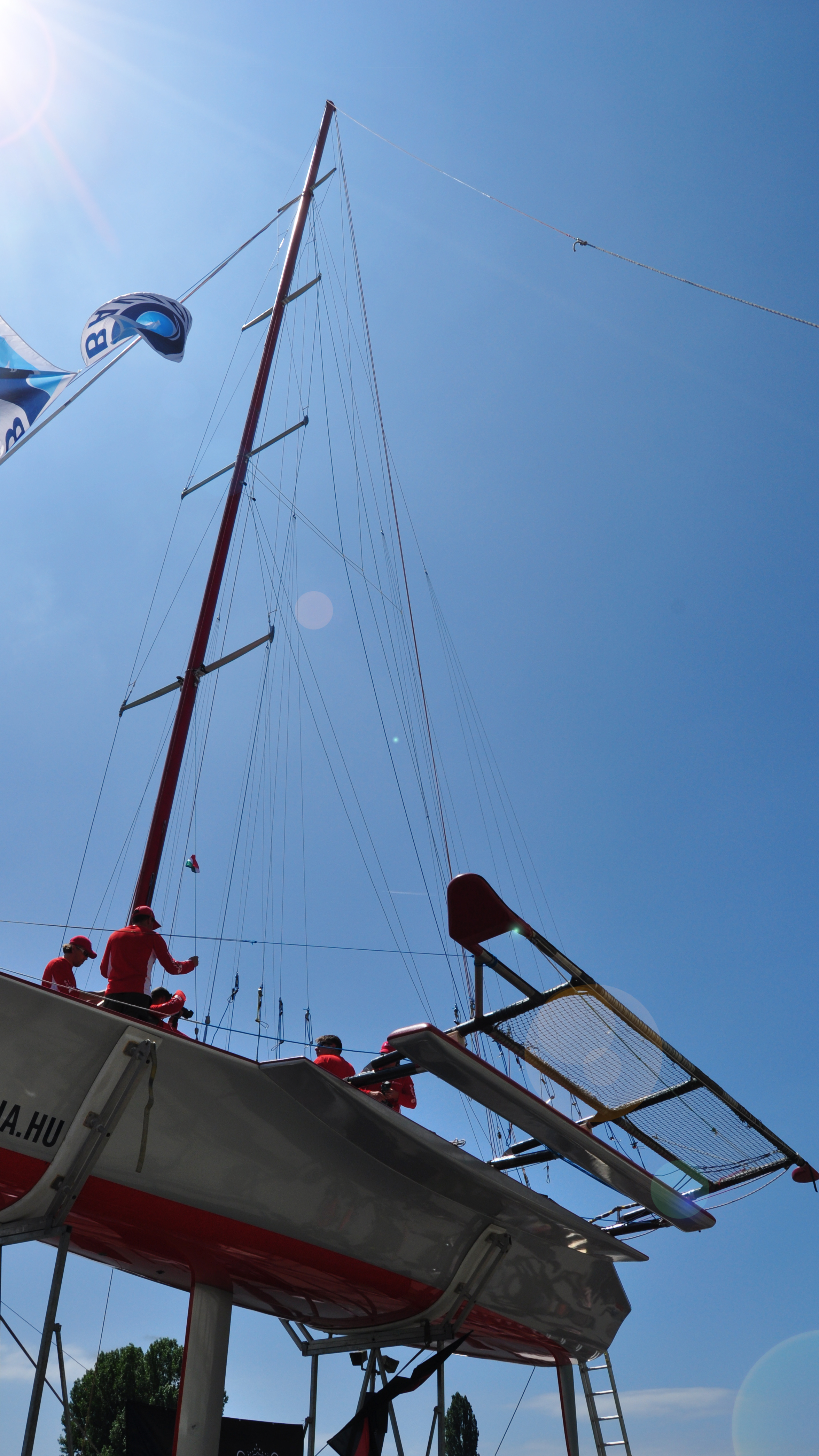
Libera wird für die Rund um den Bodensee vorbereitet (Juni 2010)

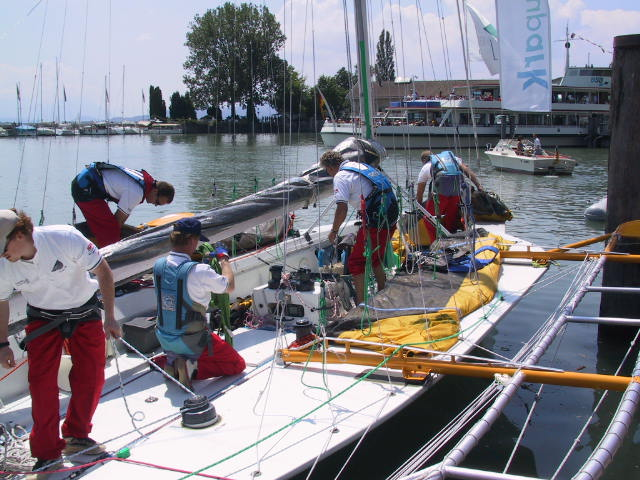
Libera im Lindauer Hafen

Die Libera ist eine Bootsklasse im Segelsport.
Die Yachten sind bis zu 12,70 Meter lang. Sogenannte Ausleger verbreitern die Schiffe, um der Mannschaft eine extreme Verlagerung des Schwerpunkts im Trapez zu ermöglichen.
Neben einem Steuermann und einem Vorschoter fahren auf einer Libera bis zu elf weitere Segler mit, um den Gewichtsausgleich durchzuführen.

## Erfolge
Die von Helmuth Stoeberl konstruierten Quartas Gustav Gans und Amigo Nuovo wurden zu Liberas umgerüstet und gewannen 1979 und 1980 die Rund um den Bodensee.
In der Folge gewann in den Jahren 1991 bis 2009 nochmals 14 Mal eine Libera diese 24-Stunden-Regatta über 100 Kilometer, bevor diese dann hier durch Mehrrumpfboote (Katamarane) an der Spitze des Feldes abgelöst wurden. 